# Phoque moine de Méditerranée
Monachus monachus
Espèce
Statut de conservation UICN

VU : Vulnérable
Statut CITES
Le phoque moine de Méditerranée ou phoque-moine méditerranéen (Monachus monachus) est une espèce de pinnipèdes rencontrée en Méditerranée, mais aussi dans l'Atlantique sur les côtes de Madère, du sud du Maroc et de Mauritanie.
Il classé vulnérable par l'UICN.

## Description
Le mâle mesure en moyenne 2,4 m de long, la femelle est légèrement plus petite. Le mâle pèse environ 315 kg et la femelle 300 kg.

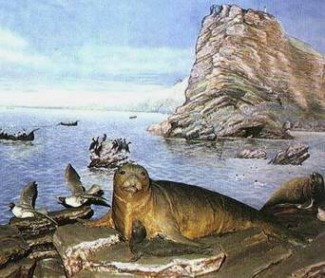
Diorama représentant les phoques moines pontiques (Monachus monachus albiventer) du cap Kaliakra, sous-espèce de la mer Noire disparue en 1940.
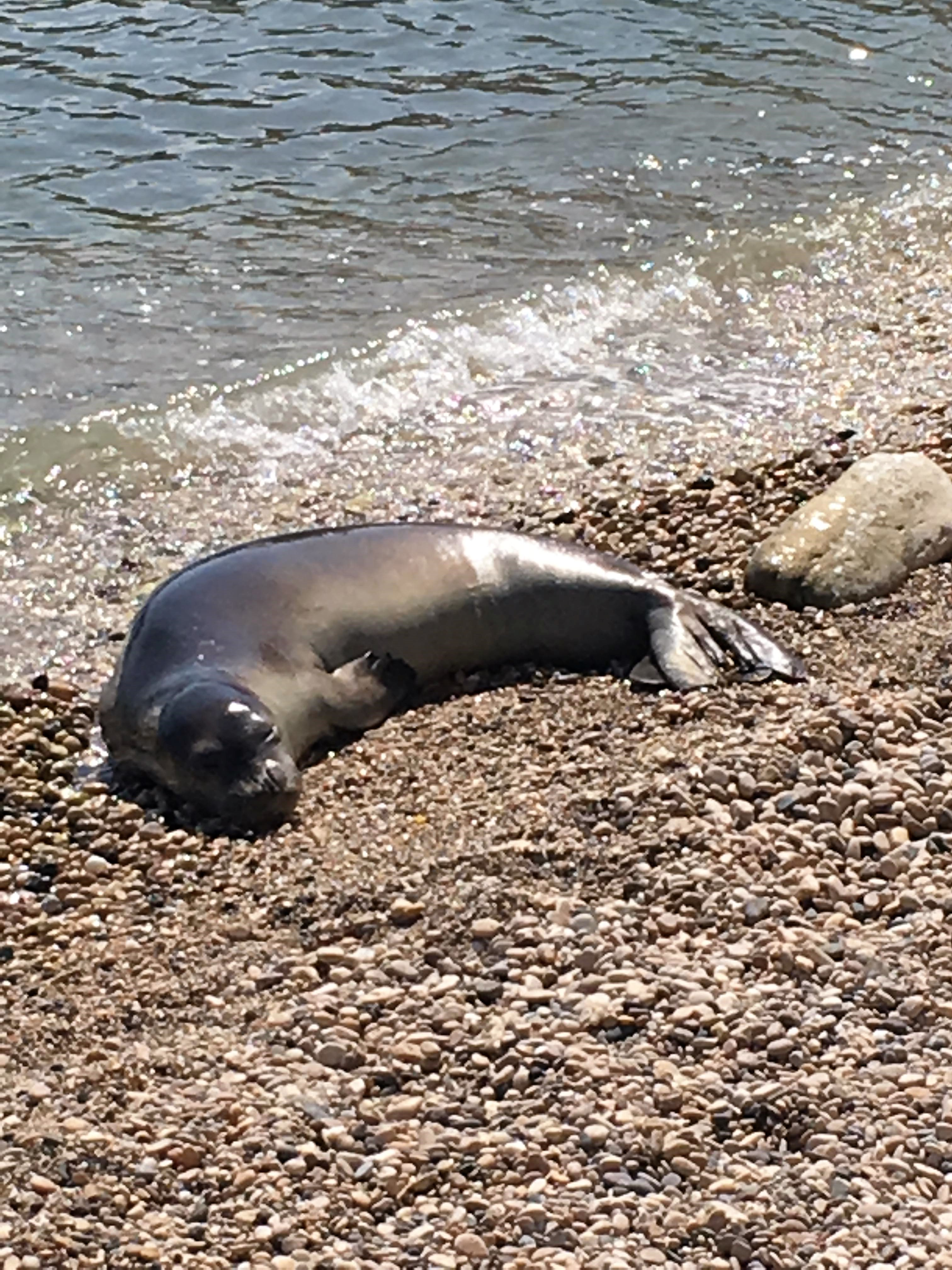
Un rare spécimen méditerranéen, en Grèce.
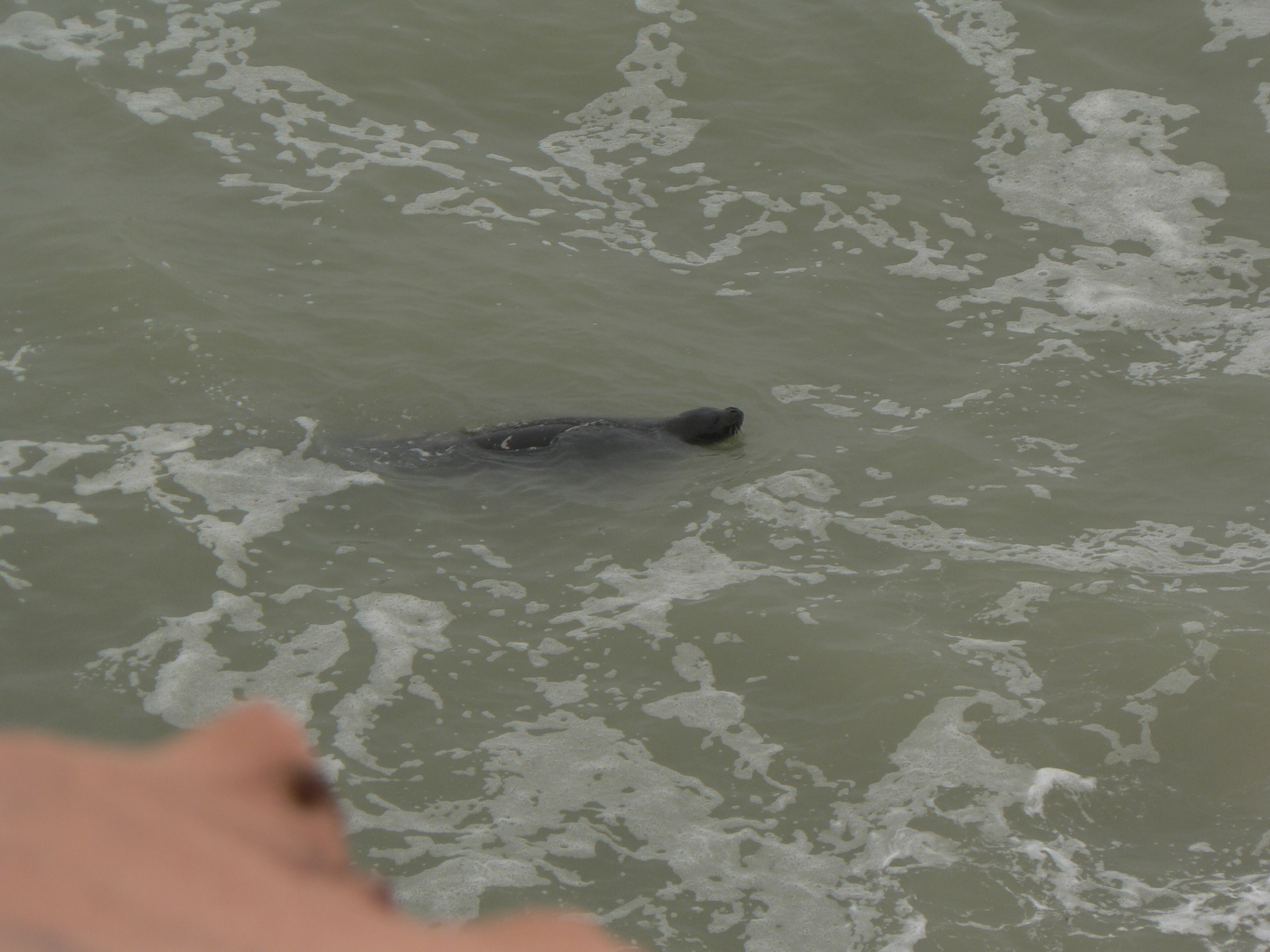
Un des derniers représentants de l'espèce, dans la réserve du Cap Blanc en Mauritanie.
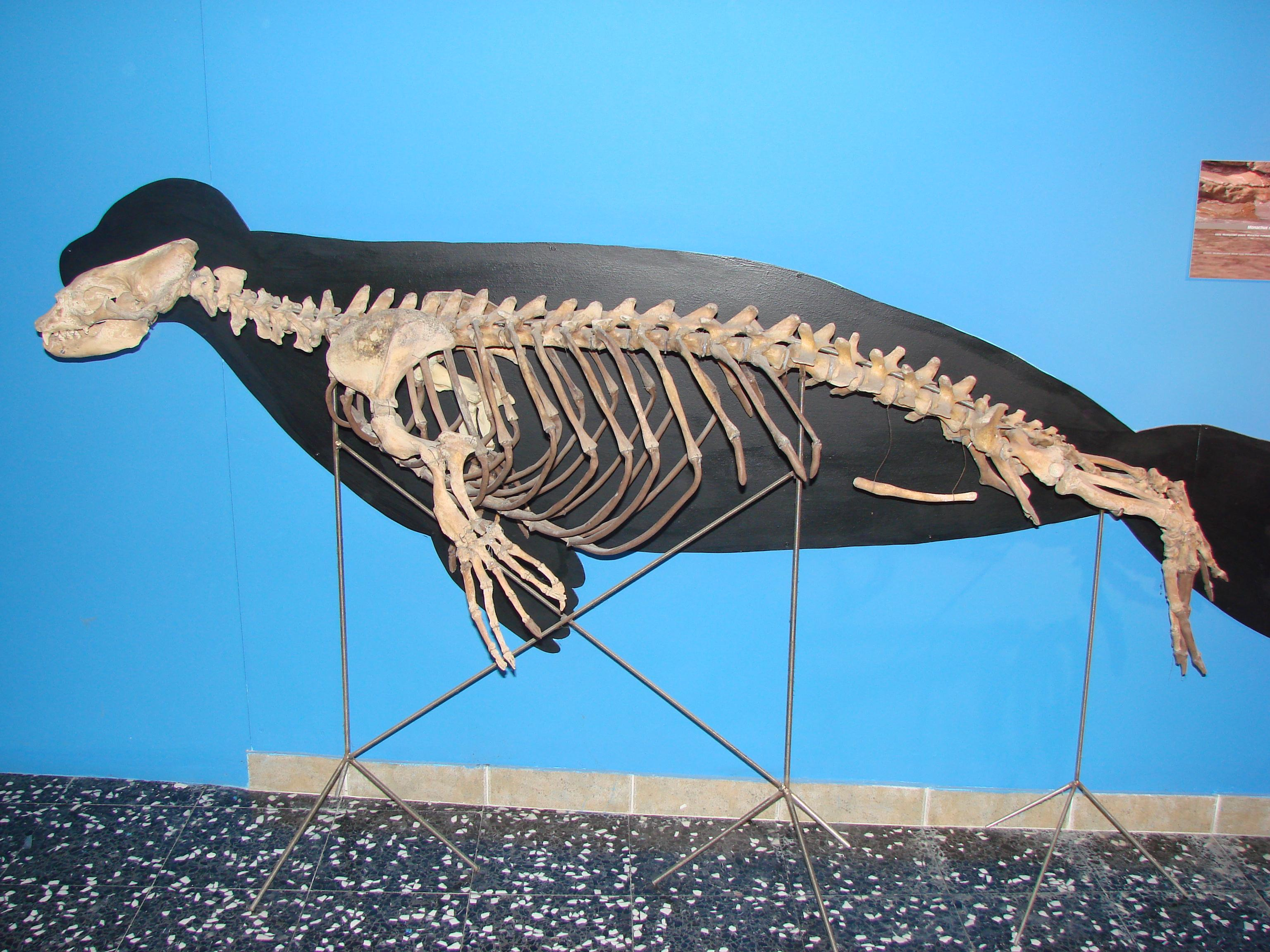
Squelette provenant du parc national marin d'Alonissos, au musée Goulandris d'histoire naturelle, à Athènes.

## Alimentation
Même s'il peut se nourrir occasionnellement d'algues, le phoque moine se nourrit principalement de poissons, crustacés, de seiches, poulpes, langoustes et des homards : à ce titre il a longtemps été perçu comme un « nuisible » par les pêcheurs et exterminé, étant aussi une source de graisse et de viande.

## Reproduction
La saison de reproduction a lieu de septembre et novembre. La période de gestation dure 11 mois. La femelle donne naissance à un seul petit qui mesure entre 80 et 100 cm et pèse de 17 à 24 kg.

## Population et conservation

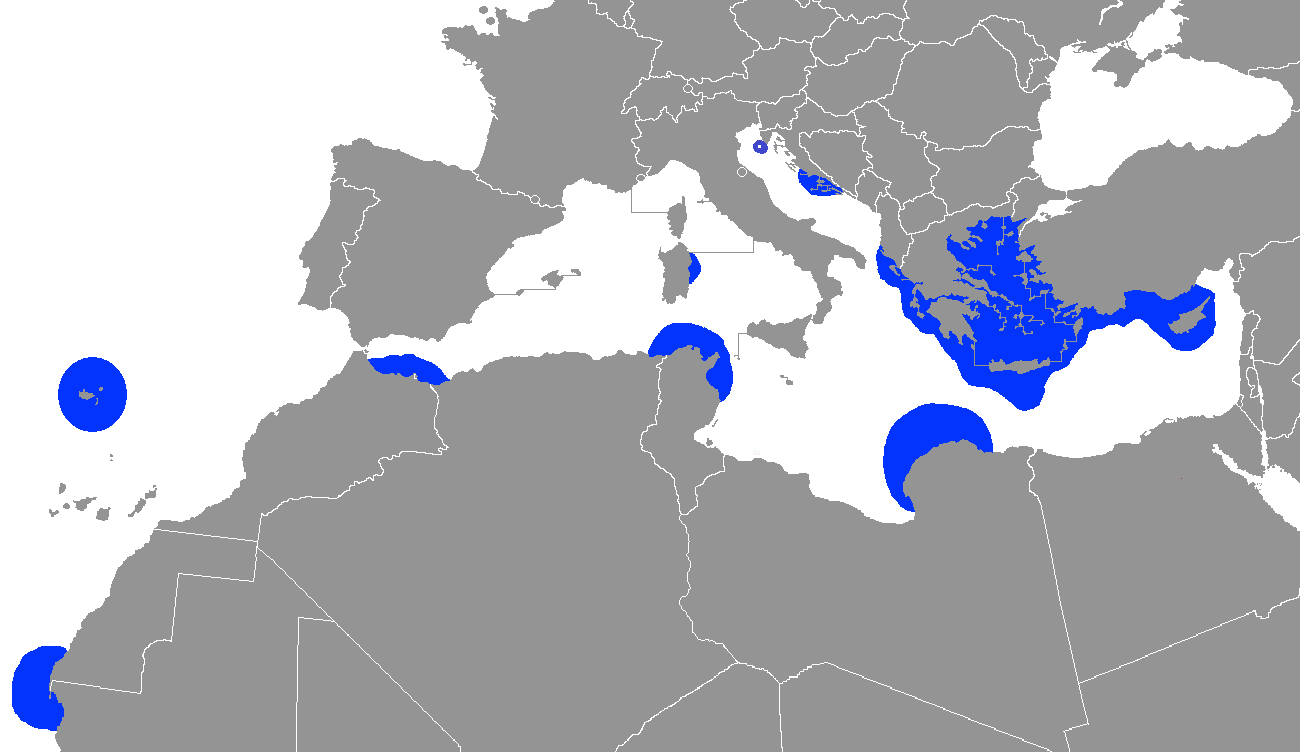
Aires de répartition au début du XXIe siècle.

### Disparition
Dans l'Antiquité, le phoque-moine méditerranéen, espèce relique de la période glaciaire würmienne, était omniprésent dans les bassins méditerranéen et pontique où les navigateurs ont nommé la Phocide, Phocée et bien d'autres sites d'après son nom.
Autrefois abondant en Méditerranée et sur une partie de la côte ouest de l'Afrique, Monachus monachus est victime, à partir du XIXe siècle, de la pollution, de la réduction de son habitat et, avant tout, de la chasse.
Le phoque disparait des côtes espagnoles dans les années 1960. Sur les côtes méditerranéennes françaises, la colonie qui vivait dans les îles d'Hyères s'éteint en 1935, celle des Calanques de Marseille vers 1945, et celle de Corse vers 1975. Il en reste trace à travers un toponyme, la grotte des veaux marins au sud-ouest du port de Calvi. Il disparait des côtes turques (mer Noire), de Sardaigne et de Tunisie dans les années 1980. Dans les années 2000, il disparait des îles Canaries. Le phoque-moine à ventre blanc de la Mer Noire, Monachus monachus albiventer, s'éteint en 1941 : seuls trois exemplaires naturalisés au Muséum de Bucarest témoignent de leur existence passée près du village de Tyulenovo, qui signifie « village des phoques » en bulgare.
Au milieu des années 1970, ils sont encore près d'un millier en Méditerranée et sur la côte atlantique de l'Afrique, avec une unique colonie dans le Parc national marin d'Alonissos, en Mer Égée, plus aucun en Tunisie, et en Sardaigne seulement deux rescapés. La baie de Dakhla au Sahara occidental héberge en 1988 la plus grande population mondiale de phoques moines. Selon les scientifiques Marchessaux et Aouab, leur survie dans cette zone « pourrait n'être que la conséquence de l'instabilité politique de cette région jusqu'à une époque récente » ; en octobre 1988 Didier Marchessaux et trois autres personnes y perdent la vie au retour d'une ultime mission de reconnaissance.
Le phoque moine est signalé à trois reprises en Sardaigne depuis 2007, et aperçu à Cala Sisine, plage principale du golfe d’Orosei, dans la partie qui en 1987 est déclarée « zone protégée pour la sauvegarde du phoque moine ». La plage des grottes du Bue Marino où il se reproduisait, alimentée par des rivières souterraines, dont l'eau douce se mélange avec l'eau de mer, est protégée. En 2000, Jean-Marie Daste effectue un voyage en Sardaigne où il découvre la trace du phoque en voie de disparition, puis à son retour crée l’association "Mariolos Moines Monachus" dont il prend la présidence, en se rapprochant du comité scientifique de Port-Cros et de Philippe Robert, co-directeur du Parc, à qui il confie son ancien projet de réintroduire le phoque moine à Hyères.
Le repeuplement vise ensuite en priorité le secteur de l'Océan Atlantique, via notamment les eaux protégées de l'île de Madère, où ils passent de 6 à 35 individus entre la fin des années 1980 et 2013.

### Situation actuelle
Au début du XXIe siècle l'effectif de l'espèce entière est estimé à moins de 500 individus dispersés en plusieurs groupes isolés, uniquement dans des sites protégés, dans le bassin méditerranéen, le long de la côte occidentale de l'Afrique et à Madère.
Le parc marin des îles Sporades, autour de l'île Piperi dans la mer Égée est un site de reproduction protégé. En Italie en 2013, une étude réalisée par le ministère de l'Environnement confirme leur présence dans la zone de protection marine dans les Îles Égades, à l’ouest de la Sicile.